# عبدالنبی نمازی
عبدالنبی نمازی (۱۳۲۷ – ۸ بهمن ۱۴۰۲) روحانی، فقیه، مجتهد، سیاستمدار، قاضی عالی رتبه و عضو مجلس خبرگان رهبری و جامعه مدرسین حوزه علمیه قم بود. وی از سال ۱۳۸۰ تا ۱۳۸۳ دادستان کل کشور و از سال ۱۳۸۵ تا مرداد ۱۳۹۹، نماینده ولی فقیه و امام جمعه کاشان بود.

## تولد
عبدالنبی نمازی در سال ۱۳۲۷ در شهر بوشهر به دنیا آمد. پدرش احمد نمازی فرزند حسین نمازی فقیه سرشناس اهل بوشهر بود. حسین نمازی پس از پایان تحصیلات عالیه خود در نجف اشرف، به موطن خویش بازگشت و به هدایت دینی و شرعی مردم پرداخت.
مادرش نیز دختر یکی از روحانیان مطرح استان بوشهر بود.
پدرش برای تبلیغ به آبادان هجرت کرد و خانواده را نیز به همراه برد.

## دوران تحصیل
عبدالنبی نمازی پس از طی دوره دبستان، به حوزه رو آورد و پس از طی دروس ادبیات عرب در آبادان در سال ۱۳۴۱ به نجف اشرف عزیمت کرد و در مدرسه علمیه بادکوبه سکونت گزید. پس از ده سال برای درمان بیماری به قم مراجعت نمود.

## استادان
او در نجف به درس علمایی چون محمدحسین موحد نجف آبادی، کاظم تبریزی، حاج شیخ نصرالله شاه آبادی، صدرا بادکوبه‌ای، سید عبدالاعلی سبزواری و علی آزاد قزوینی رفت. در حوزه علمیه قم نیز در درس خارج فقه و اصول محمد علی اراکی، میرزاهاشم آملی، سید علی علامه فانی اصفهانی و سید محمدرضاگلپایگانی رفت و در دروس فلسفه رضا صدر و محمد محمدی گیلانی حاضر شد.

## فعالیت‌های علمی و فرهنگی
او همواره به تدریس اشتغال داشته و کتب دروس مقدماتی و ادبیات عرب، لمعتین و معالم را در نجف تدریس کرده پس از مراجعت به قم نیز بارها کتب دوره سطح شامل رسائل، مکاسب، کفایتین را برای طلاب تدریس کرده‌است.
وی همچنین به مدت پنج سال جلسات تفسیر تشکیل می‌داده‌است.
او در طی آن سالها، تألیفات بسیاری نگاشته و در زمینه‌های گوناگون به پژوهش پرداخته‌است که برخی از آن‌ها به شرح زیر است:
- رسالة فی وجوب صلاةالجمعة
- مصباح الشریعة فی شرح تحریر الوسیله کتاب الخمس
- مصباح الشریعة فی شرح تحریر الوسیله کتاب الاجتهاد و التقلید
- مصباح الشریعة فی شرح تحریر الوسیله کتاب صلاة المسافر
- مصباح الشریعة فی شرح تحریرالوسیله کتاب الصوم
- مصباح الشریعة فی شرح تحریرالوسیله کتاب الربا
- مصباح الشریعة فی شرح تحریرالوسیله کتاب الزکوة
- تفسیر هدی تفسیر موضوعی قرآن کریم (۶جلد)
- گناه و آثار آن
- معرفة الله
- ولایت فقیه
- پاسخ به شبهات پیرامون ولایت فقیه
- رساله‌ای در اخلاص
- صفات و شرایط رهبری در اسلام
- تفسیر سوره والعصر
- رساله در ولایت و مرجعیت
- تقریرات فقه و اصول درس اراکی
- تقریرات فقه و اصول میرزا هاشم آملی
- تقریرات فقه بحث قضاوت عبدالاعلی سبزواری
- حاشیه بر بیع مکاسب
- سه جزوه در علم صرف و نحو
- معاد از دیدگاه آیات و روایات

## حواشی

### اعلام عزای عمومی در کاشان به خاطر حضور فاطمه معتمدآریا
در چهارم بهمن ماه سال ۱۳۹۴ در پی اعلام حضور فاطمه معتمدآریا برای اکران و نقد فیلم یحیی سکوت نکرد در کاشان عده‌ای لباس شخصی با تهییج عبدالنبی نمازی اقدام به حمله به وی کردند. نمازی با بیان اینکه همگان بدانند کاشان به دلیل جایگاهی که در تشیع و در طول تاریخ داشته تحمل برگزاری مجالس لهو و لعب را ندارد به خاطر حضور معتمدآریا در کاشان اعلام عزای عمومی کرد. در پی این حادثه وزیر ارشاد، رئیس سازمان سینمایی، رئیس خانه سینما، شورای مرکزی انجمن منتقدان و نویسندگان سینمایی ایران و شماری از هنرمندان سینما واکنش نشان داده و آن را محکوم کردند.

## پس از انقلاب اسلامی
وی کار خود را در دستگاه قضایی با سمت حاکم شرع در منطقه سرپل ذهاب و قصرشیرین آغاز کرد. نمازی بارها در جبهه حاضر شد و در یکی از عملیات جبهه جنوب، بر اثر بمباران سنگین شیمیایی از ناحیه چشم و سینه مجروح شد، چندی بعد نیز در عملیات مرصاد بر اثر اصابت ترکش به سختی مجروح گشت. وی پس از مجروحیت نیز در جبهه حاضر می‌شد.

### مسئولیت‌ها و مناصب
- قاضی شرع دادگاه‌های انقلاب اسلامی غرب کشور (سال ۵۸–۵۹)[۱۰]
- حاکم شرع دادگاه انقلاب اسلامی کرمانشاه، قصرشیرین، سرپل ذهاب (سال ۵۸–۵۹)
- رئیس دادگاه نظامی سازمان قضایی نیروهای مسلح غرب کشور (سال ۵۸–۶۰)
- نماینده روح‌الله خمینی در سپاه منطقه دو کشوری شامل استانهای اصفهان، یزدو چهار محال و بختیاری (سال ۶۱–۶۳)
- فرمانده سپاه منطقه دو کشوری شامل استانهای اصفهان، یزد و چهارمحال و بختیاری (سال ۶۱–۶۳)
- نماینده روح‌الله خمینی در اطلاعات کل سپاه
- مسئول عقیدتی سیاسی سپاه
- عضو جامعه مدرسین حوزه علمیه قم
- نماینده استان بوشهر در دوره دوم مجلس خبرگان رهبری و دوره سوم مجلس خبرگان رهبری
- دادستان کل کشور (سال ۸۳–۸۰)
- نماینده استان تهران در دوره چهارم مجلس خبرگان رهبری
- نماینده رهبری و امام جمعه کاشان (۹۹–۸۵)
- رئیس حوزه علمیه کاشان
- نماینده استان اصفهان در دوره پنجم مجلس خبرگان رهبری[۱۰]